# Fußball-Amateurliga Schleswig-Holstein 1962/63
Die Amateurliga Schleswig-Holstein wurde zur Saison 1962/63 das 16. Mal ausgetragen und bildete den Unterbau der erstklassigen Oberliga Nord. Die beiden erstplatzierten Mannschaften durften an der Aufstiegsrunde zur zweitklassigen Regionalliga Nord teilnehmen, die Mannschaften auf den drei letzten Plätzen mussten in die 2. Amateurliga absteigen.

## Vereine
Im Vergleich zur Saison 1961/62 veränderte sich die Zusammensetzung der Liga folgendermaßen: Der VfB Lübeck war nach einer Spielzeit wieder in die Oberliga Nord aufgestiegen, während keine Mannschaft aus Schleswig-Holstein aus der Oberliga Nord abgestiegen war. Die beiden Absteiger VfB Kiel (nach zwei Jahren) und TSV Schlutup (nach einem Jahr) hatten die Amateurliga verlassen und wurden durch die drei Aufsteiger Frisia Husum (Rückkehr nach zwei Jahren), TSV Lägerdorf (Rückkehr nach einem Jahr) und Büdelsdorfer TSV (Rückkehr nach vier Jahren) ersetzt.
| Verein                  | Stadt        | Kreis              | Qualifikation                         |
| ----------------------- | ------------ | ------------------ | ------------------------------------- |
| Heider SV               | Heide        | Norderdithmarschen | Meister 1961/62                       |
| LBV Phönix              | Lübeck       |                    | 3. Platz 1961/62                      |
| VfL Oldesloe            | Bad Oldesloe | Stormarn           | 4. Platz 1961/62                      |
| TuS Lübeck 93           | Lübeck       |                    | 5. Platz 1961/62                      |
| SV Friedrichsort        | Kiel         |                    | 6. Platz 1961/62                      |
| Schleswig 06            | Schleswig    | Schleswig          | 7. Platz 1961/62                      |
| FC Kilia Kiel           | Kiel         |                    | 8. Platz 1961/62                      |
| Flensburg 08            | Flensburg    |                    | 9. Platz 1961/62                      |
| Itzehoer SV             | Itzehoe      | Steinburg          | 10. Platz 1961/62                     |
| Holstein Kiel Amateure  | Kiel         |                    | 11. Platz 1961/62                     |
| Gut-Heil Neumünster     | Neumünster   |                    | 12. Platz 1961/62                     |
| VfR Neumünster Amateure | Neumünster   |                    | 13. Platz 1961/62                     |
| TuS Holtenau            | Kiel         |                    | 14. Platz 1961/62                     |
| Frisia Husum            | Husum        | Husum              | Sieger der Aufstiegsspiele, Staffel A |
| TSV Lägerdorf           | Lägerdorf    | Steinburg          | Sieger der Aufstiegsspiele, Staffel B |
| Büdelsdorfer TSV        | Büdelsdorf   | Rendsburg          | Sieger des Entscheidungsspiels        |

## Saisonverlauf
Die Meisterschaft und damit die Teilnahme an der Aufstiegsrunde sicherte sich der Heider SV. Als Zweitplatzierter durfte der SV Friedrichsort ebenfalls teilnehmen und erreichte den Aufstieg in die neu gegründete Regionalliga Nord. Da keine Mannschaft aus der Oberliga Nord abstieg, gab es nur zwei Absteiger.

### Tabelle
| Pl. | Verein                  | Sp. | S  | U  | N  | Tore    | Quote | Punkte |
| --- | ----------------------- | --- | -- | -- | -- | ------- | ----- | ------ |
| 1.  | Heider SV (M)           | 30  | 22 | 5  | 3  | 088:370 | 2,38  | 49:11  |
| 2.  | SV Friedrichsort        | 30  | 18 | 7  | 5  | 078:360 | 2,17  | 43:17  |
| 3.  | Schleswig 06            | 30  | 16 | 6  | 8  | 079:500 | 1,58  | 38:22  |
| 4.  | Itzehoer SV             | 30  | 14 | 9  | 7  | 063:410 | 1,54  | 37:23  |
| 5.  | LBV Phönix              | 30  | 13 | 9  | 8  | 057:410 | 1,39  | 35:25  |
| 6.  | Büdelsdorfer TSV (N)    | 30  | 14 | 7  | 9  | 062:490 | 1,27  | 35:25  |
| 7.  | Flensburg 08            | 30  | 10 | 11 | 9  | 047:550 | 0,85  | 31:29  |
| 8.  | VfL Oldesloe            | 30  | 10 | 9  | 11 | 052:540 | 0,96  | 29:31  |
| 9.  | TuS Lübeck 93           | 30  | 12 | 5  | 13 | 052:640 | 0,81  | 29:31  |
| 10. | FC Kilia Kiel           | 30  | 7  | 13 | 10 | 042:550 | 0,76  | 27:33  |
| 11. | TSV Lägerdorf (N)       | 30  | 9  | 9  | 12 | 052:560 | 0,93  | 27:33  |
| 12. | Gut-Heil Neumünster     | 30  | 9  | 6  | 15 | 052:750 | 0,69  | 24:36  |
| 13. | TuS Holtenau            | 30  | 9  | 5  | 16 | 035:620 | 0,56  | 23:37  |
| 14. | Frisia Husum (N)        | 30  | 7  | 7  | 16 | 045:670 | 0,67  | 21:39  |
| 15. | Holstein Kiel Amateure  | 30  | 4  | 9  | 17 | 044:620 | 0,71  | 17:43  |
| 16. | VfR Neumünster Amateure | 30  | 5  | 5  | 20 | 032:760 | 0,42  | 15:45  |

| (M) | Meister der Amateurliga Schleswig-Holstein 1961/62       |
| (A) | Absteiger aus der Oberliga Nord 1961/62                  |
| (N) | Aufsteiger in die Amateurliga Schleswig-Holstein 1962/63 |

## Aufstiegsrunde zur Amateurliga Schleswig-Holstein 1963/64
An der Aufstiegsrunde nahmen die Meister und Zweitplatzierten der sechs Staffeln der 2. Amateurliga teil. Sie spielten in zwei Staffeln. Der Sieger jeder Staffel stieg in die Amateurliga auf. Bei Punktgleichheit wurde ein Entscheidungsspiel angesetzt. Die beiden Zweitplatzierten spielten um den letzten Aufstiegsplatz.

### Staffel A
| Pl. | Verein               | Sp. | S | U | N | Tore    | Punkte |
| --- | -------------------- | --- | - | - | - | ------- | ------ |
| 1.  | SC Comet Kiel        | 5   | 5 | 0 | 0 | 017:500 | 10:0   |
| 2.  | Olympia Neumünster   | 5   | 3 | 1 | 1 | 009:600 | 07:30  |
| 3.  | DGF Flensborg        | 5   | 2 | 1 | 2 | 014:100 | 05:50  |
| 4.  | Eutin 08             | 5   | 1 | 3 | 1 | 008:800 | 05:50  |
| 5.  | Sportfreunde Itzehoe | 5   | 1 | 0 | 4 | 007:120 | 02:80  |
| 6.  | Viktoria Lübeck      | 5   | 0 | 1 | 4 | 009:230 | 01:90  |

### Staffel B
| Pl. | Verein               | Sp. | S | U | N | Tore    | Punkte |
| --- | -------------------- | --- | - | - | - | ------- | ------ |
| 1.  | FC Holstein Segeberg | 5   | 3 | 2 | 0 | 006:300 | 08:20  |
| 2.  | VfB Kiel             | 5   | 2 | 2 | 1 | 003:200 | 06:40  |
| 3.  | Husum 18             | 5   | 1 | 3 | 1 | 006:500 | 05:50  |
| 4.  | Lübeck 1876          | 5   | 2 | 1 | 2 | 009:900 | 05:50  |
| 5.  | MTV Heide            | 5   | 1 | 2 | 2 | 003:500 | 04:60  |
| 6.  | Union-Teutonia Kiel  | 5   | 0 | 2 | 3 | 004:700 | 02:80  |

### Entscheidungsspiel
| Datum         |          | Ergebnis |                    | Ort       |
| ------------- | -------- | -------- | ------------------ | --------- |
| 30. Juni 1963 | VfB Kiel | 4:1      | Olympia Neumünster | Flensburg |